# ريان وليامز
ريان وليامز (بالإنجليزية: Ryan Williams)‏ (8 أبريل 1991 المملكة المتحدة - ) هو لاعب كرة قدم بريطاني يلعب كلاعب وسط.

## روابط خارجية
- ريان وليامز على موقع قاعدة بيانات كرة القدم.إي يو (الإنجليزية)
- ريان وليامز على موقع Soccerbase.com (لاعب) (الإنجليزية)
- ريان وليامز على موقع Soccerway.com (الإنجليزية)